# Lycodon flavozonatus
Lycodon flavozonatus är en ormart som beskrevs av Pope 1928. Lycodon flavozonatus ingår i släktet Lycodon och familjen snokar. Inga underarter finns listade i Catalogue of Life.
Arten förekommer i sydöstra Kina, inklusive Hainan samt i norra Vietnam. Fynd från norra Myanmar tillhör kanske en annan art. Den vistas i kulliga områden och i bergstrakter mellan 400 och 1200 meter över havet. Lycodon flavozonatus lever i skogar och är främst nattaktiv. Den klättrar i träd och vistas på marken. Honor lägger ägg.
Intensivt skogsbruk samt skogarnas omvandling till jordbruksmark, samhällen eller trafiksträckor hotar beståndet. Även svedjebruk förekommer i regionen. Arten är fortfarande vanligt förekommande och i utbredningsområdet inrättades flera skyddszoner. IUCN kategoriserar arten globalt som livskraftig.